# فيبريزج غدانسك
فيبريزج غدانسك هو نادي رياضي في بولندا. معروف بفريقه في سباق الدراجات النارية على المنعطفات. يقع مقره في غدانسك. ويوجد به قسم آخر لكرة اليد للرجال. كان يوجد به قسم لكرة السلة من سنة 1949 إلى 1995 حققه فيها الفريق بطولة الدوري البولندي لكرة السلة في 1971، 1972، 1973 و1978.